# Томичукалата
„Томичукалата“ (на английски: The Tommyknockers) е роман на ужаса на Стивън Кинг.
Публикуван е за пръв път през 1988 г. в САЩ. Авторът работи по него от 19 август 1982 г. до 19 май 1987 г. В България първоначално е отпечатан под наименованието „Томичукалата“,, но съществува издание и със заглавието „Томинокърс“. Разпространява се от издателство „Плеяда“ (1993 и 2005), а изданието от 2014 г. е на издателство „Бард“.

## Сюжет
Внимание:  Текстът по-долу разкрива сюжета на произведението (или части от него)!
Всичко започва на 21 юни 1988 г., когато Робърта „Боби“ Андерсън решава да се поразходи в наследения от чичо си имот край малкото градче Ню Хейвън, щата Мейн. Тя буквално се спъва в заровеното в земята малко парче метал, което по-късно ще доведе самия ужас в малкото градче. Боби, която се опитва да забрави миналото си и да се радва на настоящия си живот като успяла писателка на романи за Дивия запад, е буквално обладана от мисълта да изкопае малкото парче вибриращ метал. Но скоро тя осъзнава, че малкото парче метал въобще не е малко, нито е обикновено. Под земята се крие нещо огромно и не от този свят, паднало край малкото градче много преди тук да се заселят хора. Скоро Боби разбира защо в гората, в която е погребан металът, се случват толкова много странни и кървави инцидентни. Хора, прекарали живота си в Ню Хейвън, изгубват ориентация само на няколко метра навътре сред дърветата, залуталите се губят зъбите си, а случайните жертви по време на лов са прекалено много. С напредването на разкопките около странното парче метал хората в Ню Хейвън започват да се променят.
Пластмасов Исус казва на Ребека Полсън, че нейният мъж Джо ѝ изневерява, и я научава как да сглоби малък уред, който прикрепва към телевизора. Но тя няма представа, че Той иска да ѝ даде урок, който гласи „лъжата е лошо нещо, Бека“. А резултатът е ужасяващ.
Малкият Хили Браун иска да бъде магьосник и се научава да прави истински магии. С помощта на малко устройство, което сглобява без сам да знае как, прави фокус, който го праща в болницата, а малкото му братче Дейвид – на едно много, много далечно място, наречено Алтаир-4.
Рут Маккосланд е корава жена, която е изгубила съпруга си, но това не я отклонява от пътя, избран от нея. Тя е констабълът на Ню Хейвън и се грижи за всички и всичко. Макар и пълен със скрита мъка по починалия и от рак съпруг, нейният живот продължава… поне докато куклите, които колекционира с такава страст, не ѝ проговарят. В поредния пристъп на умопомрачение Рут сглобява няколко странни устройства, напъхва ги в куклите… и взривява часовниковата кула заедно със самата себе си.
А Боби продължава да работи. Тя копае все повече и повече, откривайки, че малкото парче метал е част от нещо много по-голямо. Но тя е спряла да мисли от седмици. Не се храни, не се къпе, дори забравя за собствения си цикъл и същевременно пише новия си роман от километри разстояние. Тогава се появява Джим Гардънър – непоправим пияница, неуспял поет и луд еколог, претърпял на младини тежък инцидент със ски, станал причина една малка метална плочка да се озове в черепа му. Много скоро Джим научава, че работата на Боби влияе на всички жители на градчето, а те вече не само осъзнават всичко това, но и не се опитват да се противопоставят. До неотдавна кротките хора се превръщат в същества, за които има само една цел – това, което е скрито под гората на Ню Хейвън от хилядолетия, да бъде изкарано на бял свят. А на техния път стои само Джим, който трябва да се справи дори с Робърта, защото „Старата Неусъвършенствана“ Боби отдавна я няма.